# داود بن عائشة
أبو سليمان داود بن عائشة، قائد كبير من قادة المرابطين، شارك في معركة الزلاقة التي وقعت بين يوسف بن تاشفين أمير المرابطين والمعتمد بن عباد قائد ملوك الطوائف من جهه، وبين الفونسو السادس قائد جيش النصارى من جهه أخرى، وانتهت بنصر ساحق وكبير للمسلمين.

## معركة الزلاقة
لما قرر يوسف بن تاشفين عبور البحر لنصر أهل الأندلس بعد مناشدته من أهلها وأمرائها، أمر داود بن عائشة على رأس خمسمئة فارس بالعبور إلى الأندلس والإقامة في الجزيرة الخضراء، فكان ابن عائشة وقوته أول قوة من المرابطين تعبر الأندلس،، وأخذ ابن عائشة في حراسة الجزيرة حتى اكتمل وصول جيش المرابطين له وذلك عام 479 هـ الموافق 1086، ولما كان يوم معركة الزلاقة، أمر ابن تاشفين داود بن عائشة أن يؤازر المعتمد بن عباد في عشرة آلاف فارس من المرابطين، وأن يكون في مقدمة الجيش لرد جيش الفونسو، وعندما بدأت الحرب آزر ابن عائشة قوات المعتمد، وكان اعتماده على قوة كبيرة من رماة السهام والنبال، واستطاع باديء الأمر في صد هجوم الفونسو، وخسر المرابطون في هذا الصد خسائر بشرية كبيرة.
ومع ازدياد هجوم الفونسو أخذ ابن عائشة وابن عباد في التراجع، وهرب كثير من جيش الأندلس، ولما قرر ابن تاشفين دخول المعركة بقوات المرابطين كاملة، ارتد الفونسو لجيش ابن تاشفين وترك قوات ابن عائشة والأندلس، وبعد أن اشتبك الفونسو مع قوات ابن تاشفين لحق ابن عائشة وابن عباد بالمعركة واشتبكوا مع جيش الفونسو، وأطبقت جيوش المسلمين تقاتله من كل جانب، وانتهت المعركة بانتصار المسلمين.